# 콘차델라캄파니아
콘차델라캄파니아(이탈리아어: Conza della Campania)는 이탈리아 캄파니아주 아벨리노도의 코무네다.

## 같이 보기
- 이탈리아의 로마 가톨릭 교구 목록